# Phrynobatrachus francisci
Phrynobatrachus francisci är en groddjursart som beskrevs av George Albert Boulenger 1912. Phrynobatrachus francisci ingår i släktet Phrynobatrachus och familjen Phrynobatrachidae. IUCN kategoriserar arten globalt som livskraftig. Inga underarter finns listade i Catalogue of Life.